# Dutch Junior Open
Het Jeugd Open is een golfwedstrijd voor jongeren tot 21 jaar.

## Nederland
Het zal voortaan bekendstaan als het Dutch Junior International. Riverwoods is in 2011 voor de achtste keer hoofdsponsor. Het toernooi wordt traditioneel gespeeld op de Noord-Brabantsche GC Toxandria. De deelnemers komen tegenwoordig uit meer dan twintig landen. Jongens en meisjes spelen gemengd maar niet van dezelfde tee.
De winnaar bij de jongens krijgt namens TIG Sports een wildcard voor het volgende KLM Open, voor de meisjes is een wildcard voor het volgende Deloitte Ladies Open in het vooruitzicht gesteld.
Er is een handicaplimiet ingesteld: voor jongens hcp3 en voor meisjes hcp4. Na drie dagen zal er een cut zijn, waarna de helft van de deelnemers door mag.
Sinds 2006 bestaat het toernooi uit 72 holes, daarvoor uit 54 holes.
Vele topgolfers van nu hebben in het verleden deelgenomen aan het Dutch Junior International. Voorbeelden hiervan zijn Martin Kaymer, Justin Rose, Rolf Muntz, Thomas Bjorn, Raymond Russel, Zane Scotland, Nicolas Colsaerts, Joost Luiten, Maarten Lafeber en Robert-Jan Derksen. Bij de dames is voormalig winnares Christel Boeljon medio 2011 nummer 1 op de Order of Merit van de Ladies European Tour.

#### Uitslagen
| Jaar                     | Winnaar                       | Score             | Winnares              | Score             |               |
| Dutch Junior Open        | Dutch Junior Open             | Dutch Junior Open | Dutch Junior Open     | Dutch Junior Open |               |
| ------------------------ | ----------------------------- | ----------------- | --------------------- | ----------------- | ------------- |
| 1984                     | Stéphane Lovey                |                   |                       |                   |               |
| 1985                     | Stéphane Lovey                |                   |                       |                   |               |
| 1986                     | Willem Oege Goslings          |                   |                       |                   |               |
| 1987                     | Hendrik Simonsen              |                   |                       |                   |               |
| 1988                     | Constant Smits van Waesberghe |                   | Dagmar de Vries       |                   |               |
| 1989                     | Rolf Muntz                    |                   | Esther Poburski       |                   |               |
| 1990                     | Niels Boysen                  |                   | Mabel P. del Pobil    |                   |               |
| 1991                     | Raymond Russell               |                   | Cecilia Afzelius      |                   |               |
| 1992                     | Keith Nolan                   |                   | Marika Preti          |                   |               |
| 1993                     | Raymond Russell               |                   | Janice Moodie         |                   |               |
| 1994                     | Ralph Miller                  |                   | Francine Bolwidt      |                   |               |
| 1995                     | Didier De Vooght              |                   | Marcella Neggers      |                   |               |
| 1996                     | Maarten Lafeber               |                   | Eva Nardi             |                   |               |
| 1997                     | Ralph Miller                  |                   | Gaia Spreatico        |                   |               |
| 1998                     | Nicolas Colsaerts             |                   | Tania Arnold          |                   |               |
| 1999                     | Nicolas Colsaerts             |                   | Joan van de Kraats    |                   |               |
| 2000                     | niet gespeeld                 | niet gespeeld     | niet gespeeld         | niet gespeeld     | niet gespeeld |
| 2001                     | Christian Ries                |                   | Dewi-Claire Schreefel |                   |               |
| 2002                     | Zane Scotland                 |                   | Dewi-Claire Schreefel |                   |               |
| 2003                     | Rick Huiskamp                 |                   | Dewi-Claire Schreefel |                   |               |
| RiverWoods Junior Open   |                               |                   |                       |                   |               |
| 2004                     | Robert Niemer                 |                   | Dewi-Claire Schreefel |                   |               |
| 2005                     | Tim Sluiter                   |                   | Dewi-Claire Schreefel |                   |               |
| 2006                     | Tim Sluiter                   |                   | Christel Boeljon      |                   |               |
| 2007                     | Michael Kraaij                | -11               | Laurence Herman       | -7                |               |
| 2008                     | Kevin Hesbois po              | -4                | Saskia Hausladen      |                   |               |
| 2009                     | Thomas Detry                  | -8                | Caroline Karsten      | par               |               |
| 2010                     | Francesco Laporta             | -7                | Thidapa Suwannapura   | -8                |               |
| 2011                     | Robin Kind                    | -2                | Lauren Taylor         | +1                |               |
| PonCat Dutch Junior Open |                               |                   |                       |                   |               |
| 2012                     | Joe Dean po                   | -2                | Lauren Taylor         |                   |               |
| 2013                     | Michael Kraaij po             | -11               | Lauren Taylor         | -8                |               |
| 2014                     | Severiano Prins               | -14               | Budsabakorn Sukapan   | -20               |               |

Play-off

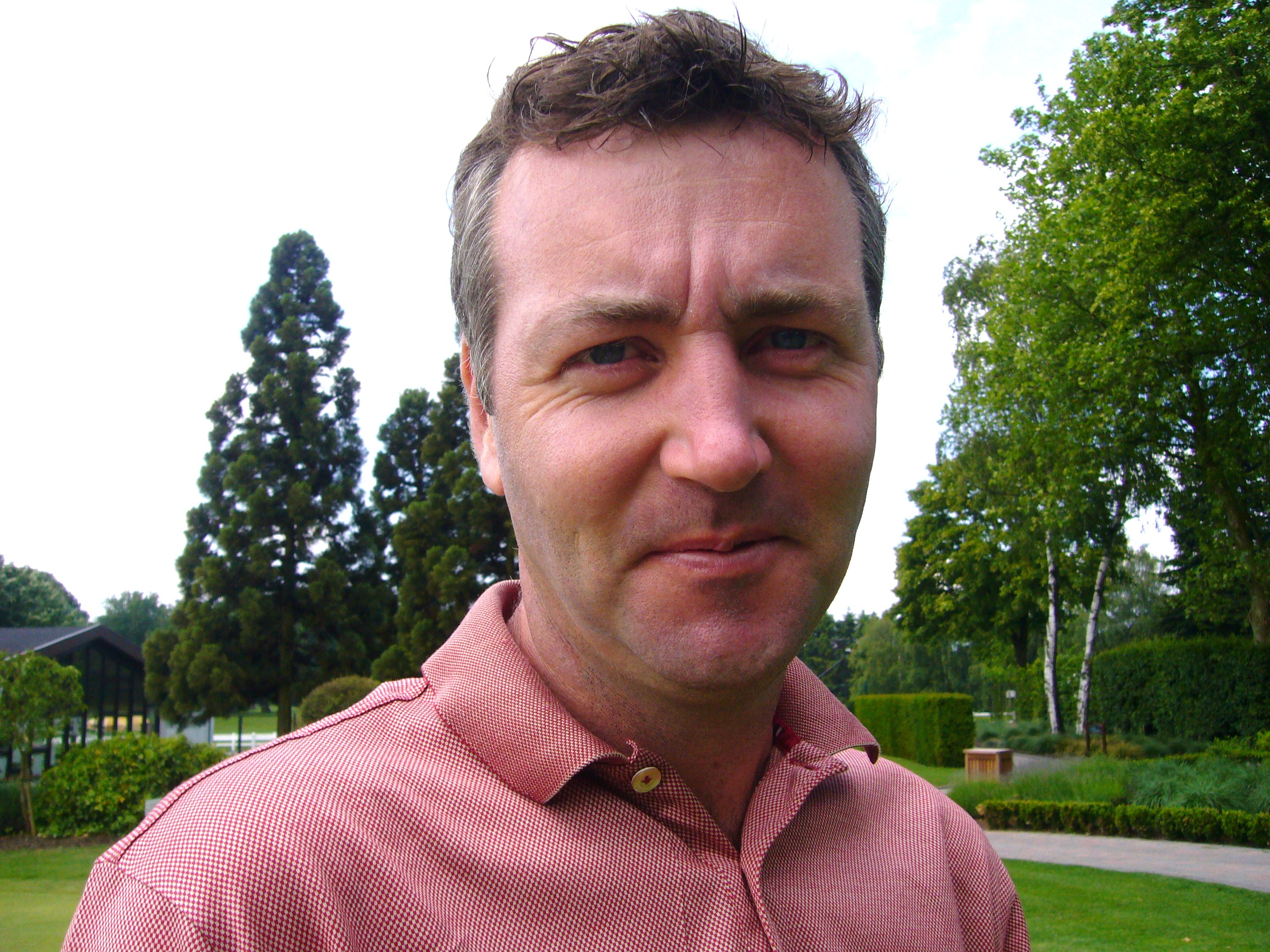
Raymond Russell
winnaar 1991, 1993

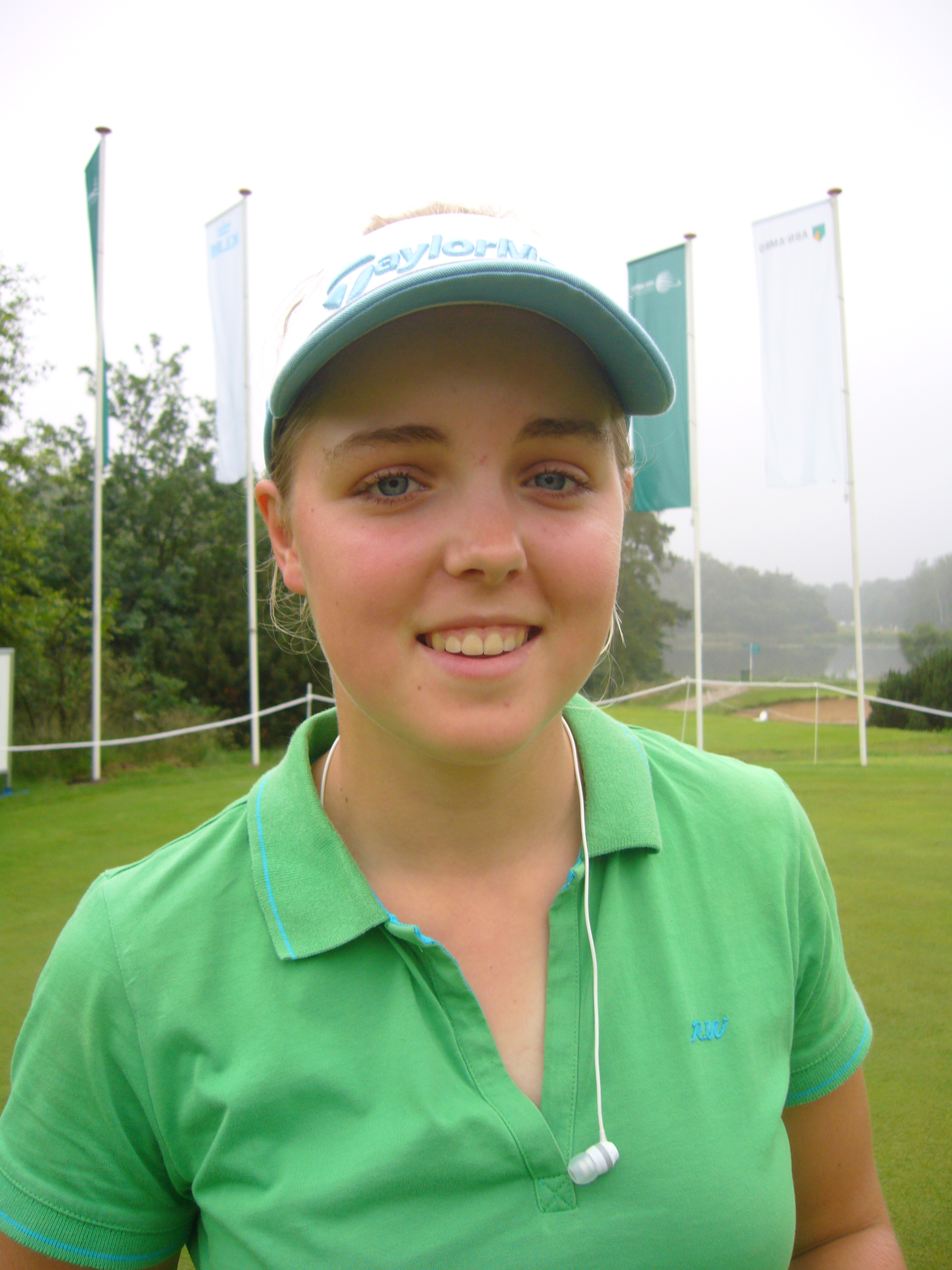
Laurence Herman
winnares 2007

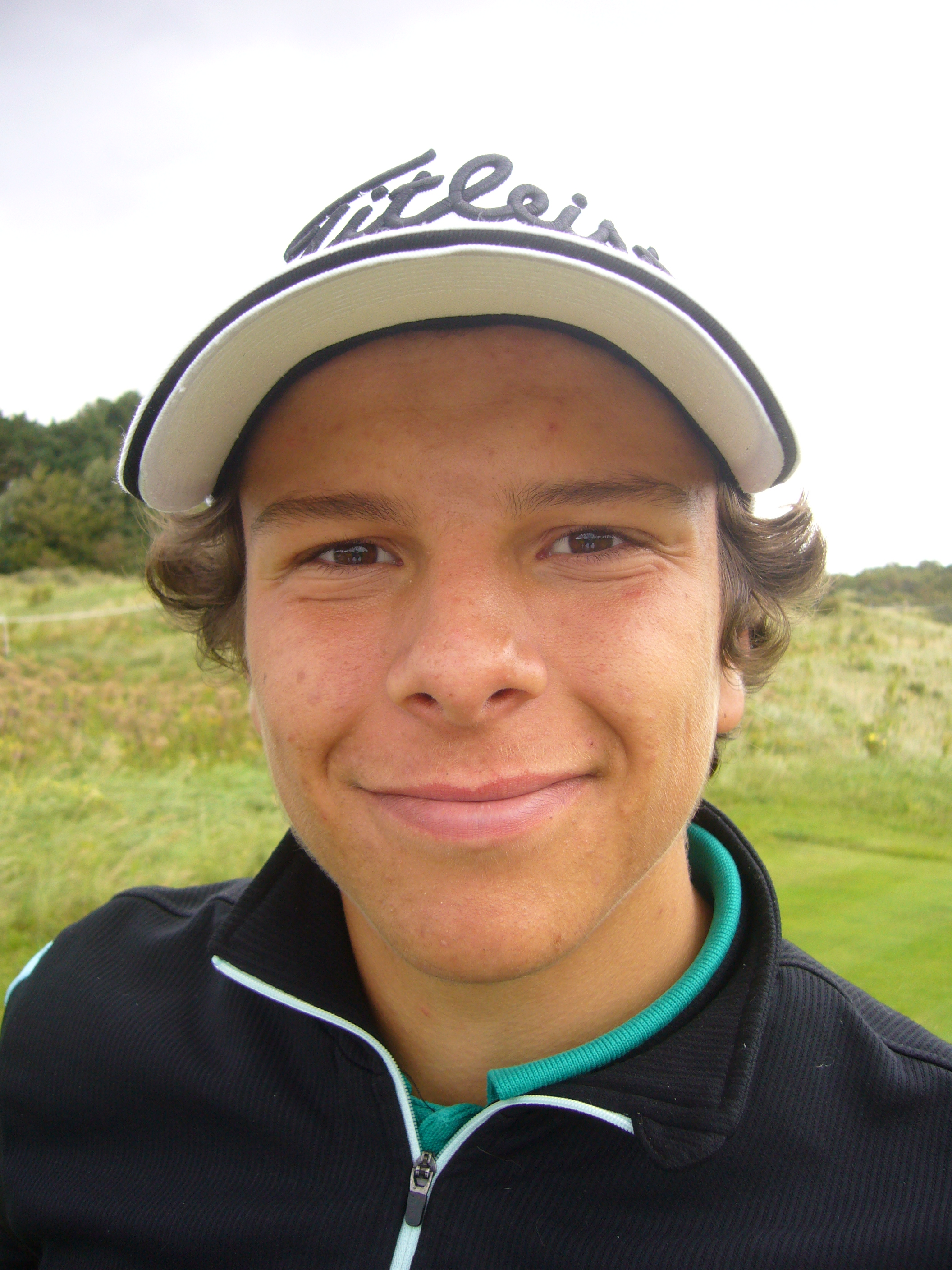
Kevin Hesbois
winnaar 2008

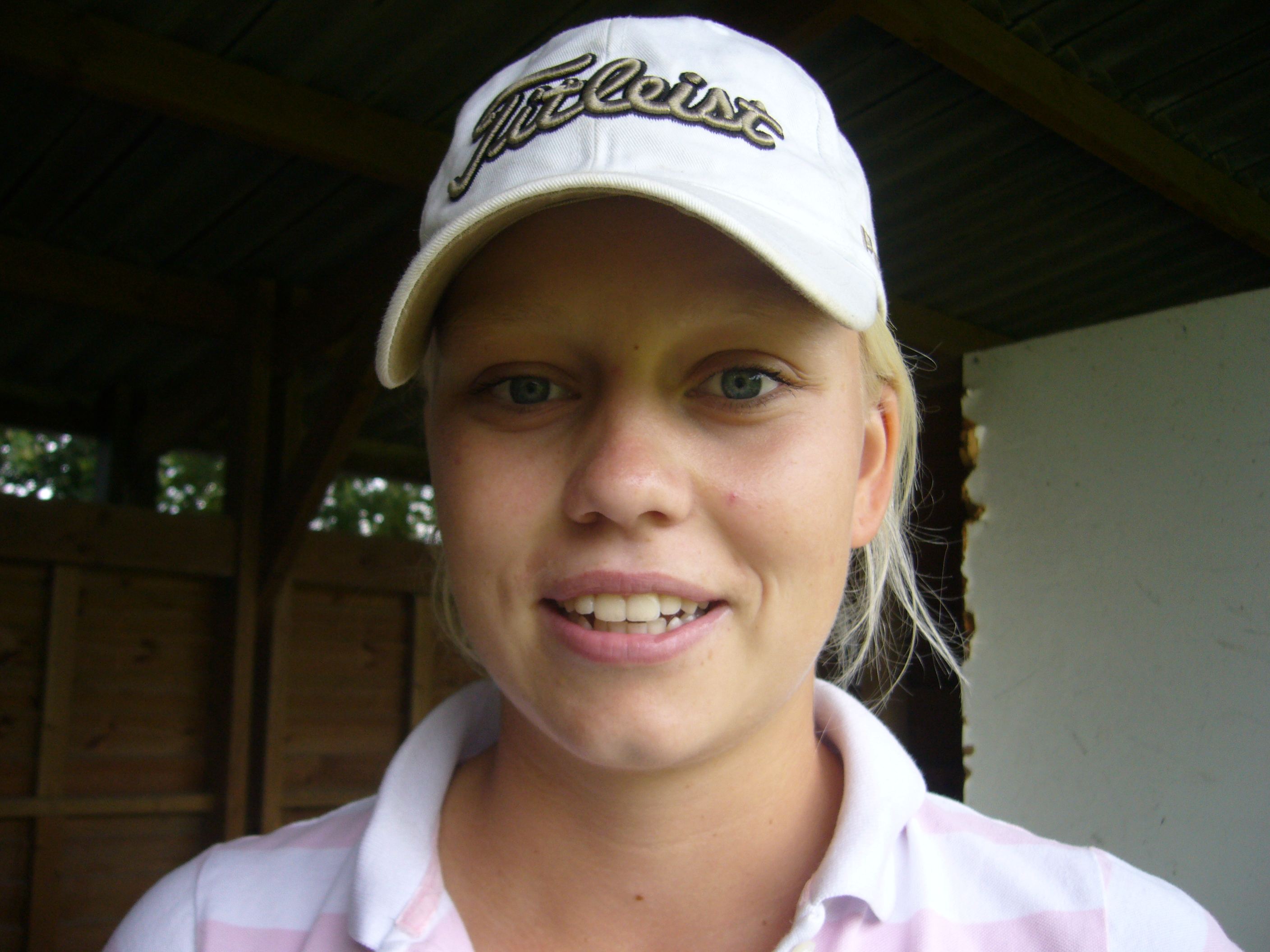
Caroline Karsten
winnares 2009

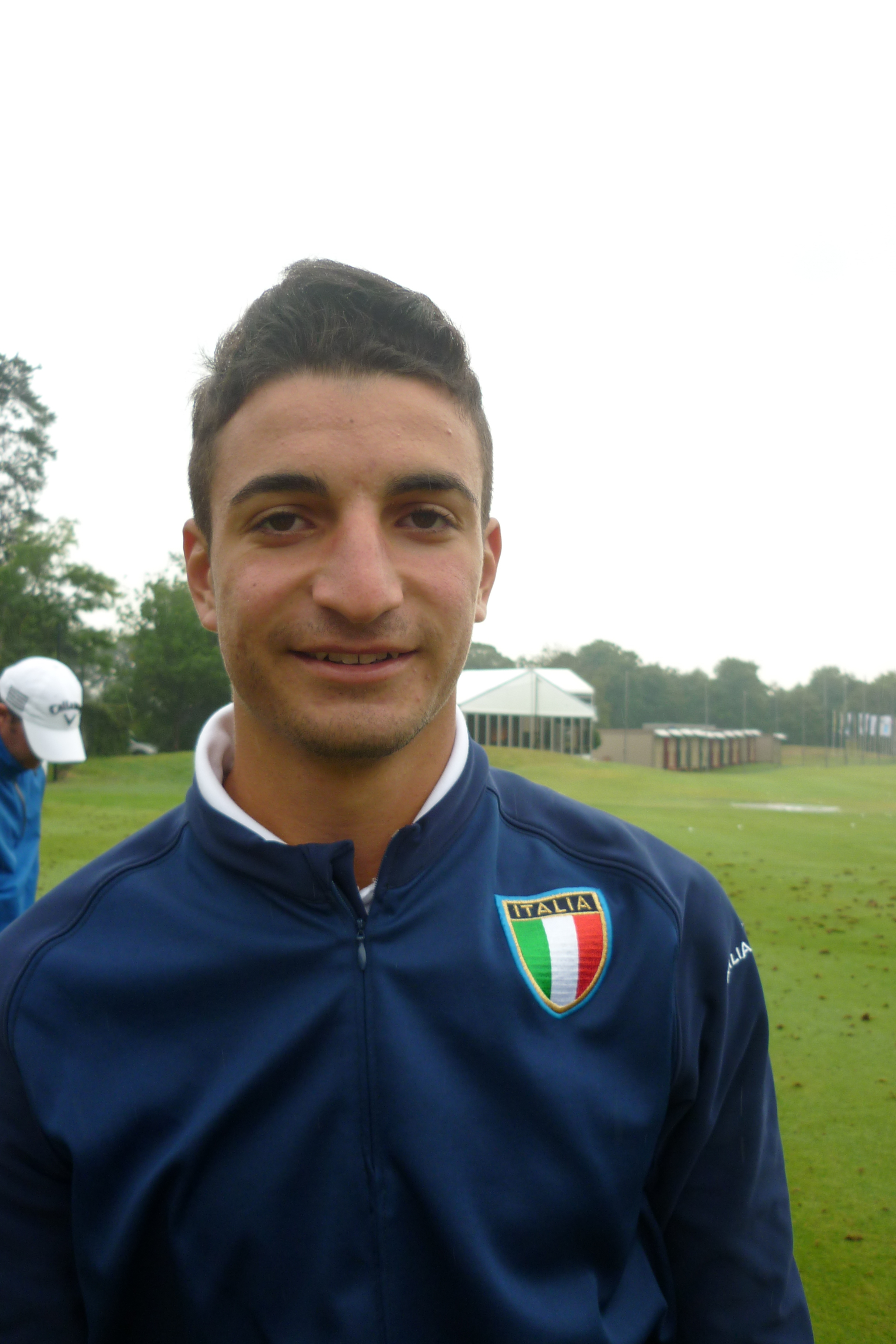
Francesco Laporte winnaar 2010

- 2008: Kevin Hesbois won de play-off van Daan Huizing
- 2012: Joe Dean won de play-off van Lars van Meijel.

#### Verslagen

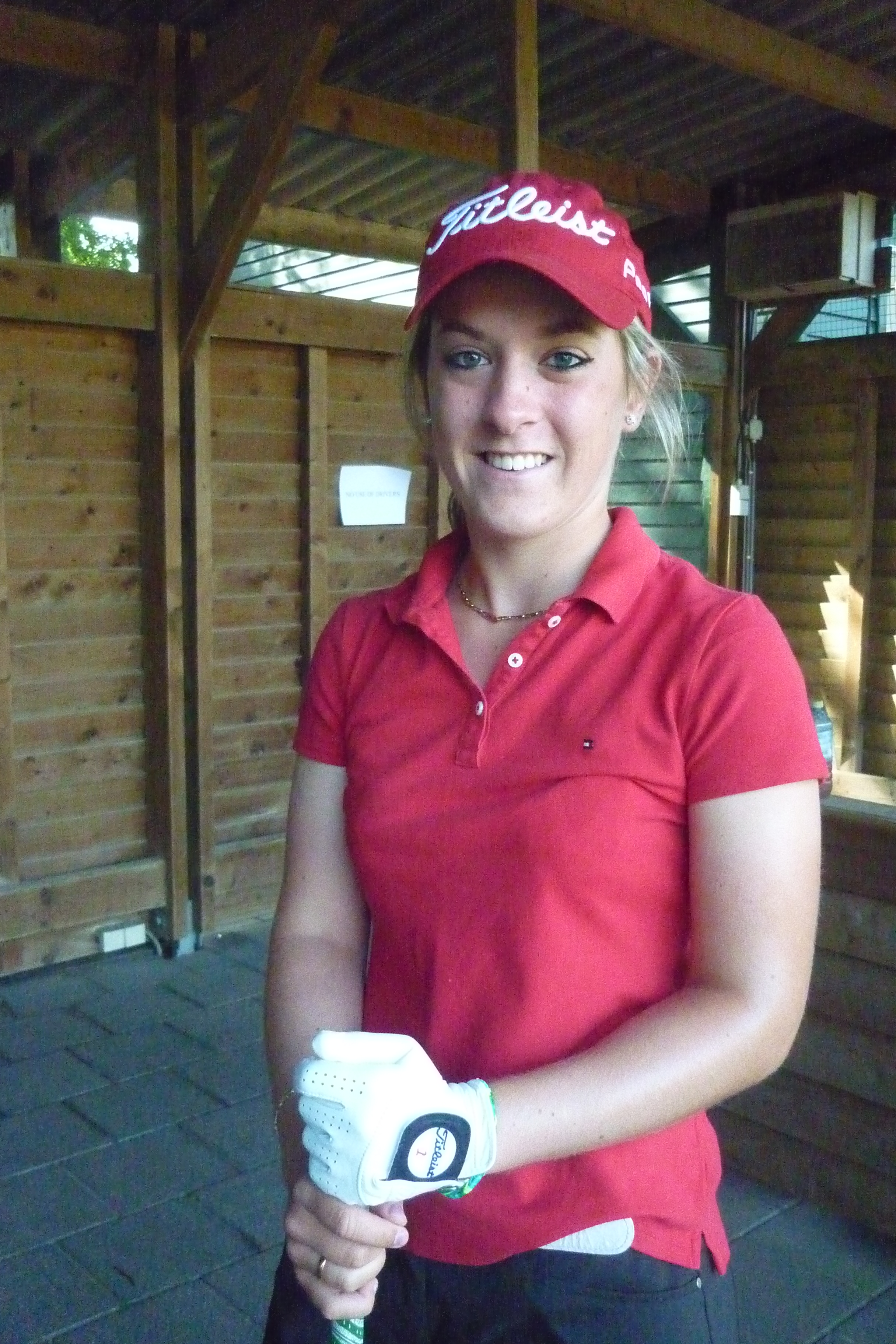
Lauren Taylor won in 2011, 2012 en 2013. Ze werd in september 2013 professional

2008Het was 4 rondes harde wind en regen. Toch slaagde de Belgische winnaar Kevin Hesbois en de Nederlander Daan Huizing een score van -4 neer te zetten. Willem Vork werd 3de met -3, en Dylan Boshart werd 4de met (-2). Op de 4de hole van de play-off chipt Hesbois de bal in de hole, wint van Daan Huizing en verdient een wildcard voor het Dutch Open. 
 Bij de meisjes ging de eerste plaats en de wildcard voor het Ladies Open 2009 naar de Duitse Saskia Hausladen met een totaal van +2, 2de werd de Nederlandse Stephanie Smit (+6).
2009Dit jaar zijn tweemaal zoveel jongens als meisjes toegelaten, 84 jongens en 41 meisjes doen mee, verdeeld over 16 nationaliteiten. Iedere flight heeft tijdens de eerste drie rondes twee jongens en één meisje. De handicaplimiet is 1,9 bij de jongens en 3,9 bij de meisjes. 
Robbie van West gaat met 67 (-5) aan de leiding, gevolgd door de Belg Thomas Pieters met -3; Caroline Karsten (71/-1) staat bij de meisjes aan de leiding, gevolgd door de Duitse Denise Kalek met +1.
In Ronde 2 maakt Robbie 70 en staat met -7 nog aan de leiding, gevolgd door Darius van Driel, die 72-66 (-6) heeft gemaakt. Caroline maakt 72, en met een totaal van -1 blijft ook zij aan de leiding. 
In Ronde 3 spelen Robbie, Darius en Caroline in de laatste flight. Robbie heeft wat problemen op de tweede negen, maakt 76 en gaat naar -3. Darius maakt netjes 72 en blijft op -6, maar wordt ingehaald door de Belg Thomas Detry, die 73-66-66 heeft gemaakt en nu met -11 aan de leiding staat. Caroline maakt 73 en staat met level nog aan de top.
Na drie rondes is de cut, voor de jongens staat die op +11 en voor de meisjes op +16. De spelers spelen de laatste ronde niet meer gemengd, de laatste jongensflight heeft Darius (-6), Thomas Detry (-11) en Robin Kind (-5); Robin maakt een ronde van 70, en eindigt één slag achter Thomas, die 75 maakt en het toernooi wint. De laatste meisjesflight heeft de Belgische Manon de Roey (+5), de Duitse Roberta Roeller (+3) en Caroline Karsten (level). Caroline maakt 72 en wint. Zie volledige uitslag jongens [dode link] en meisjes [dode link].

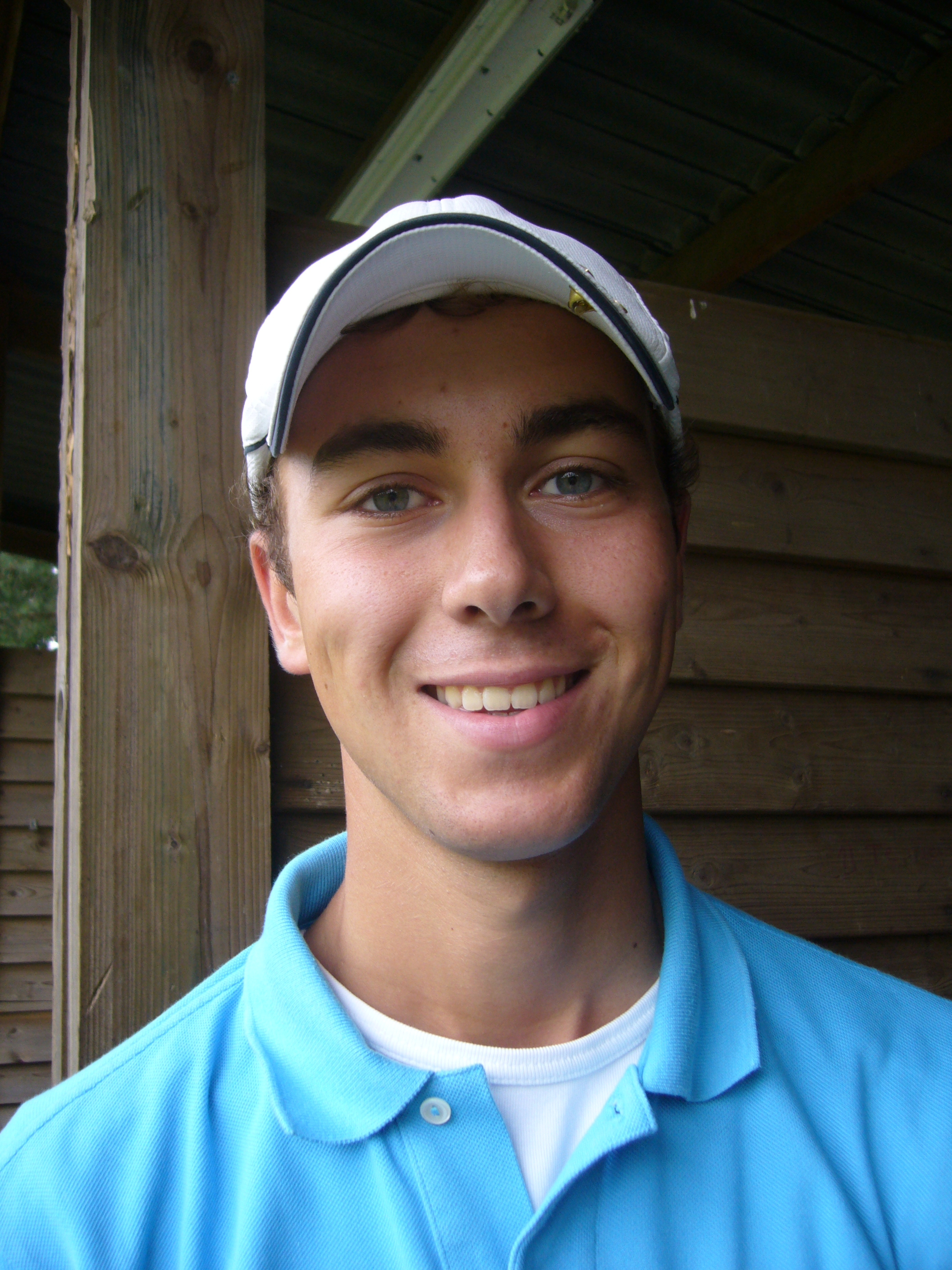
Robbie van West
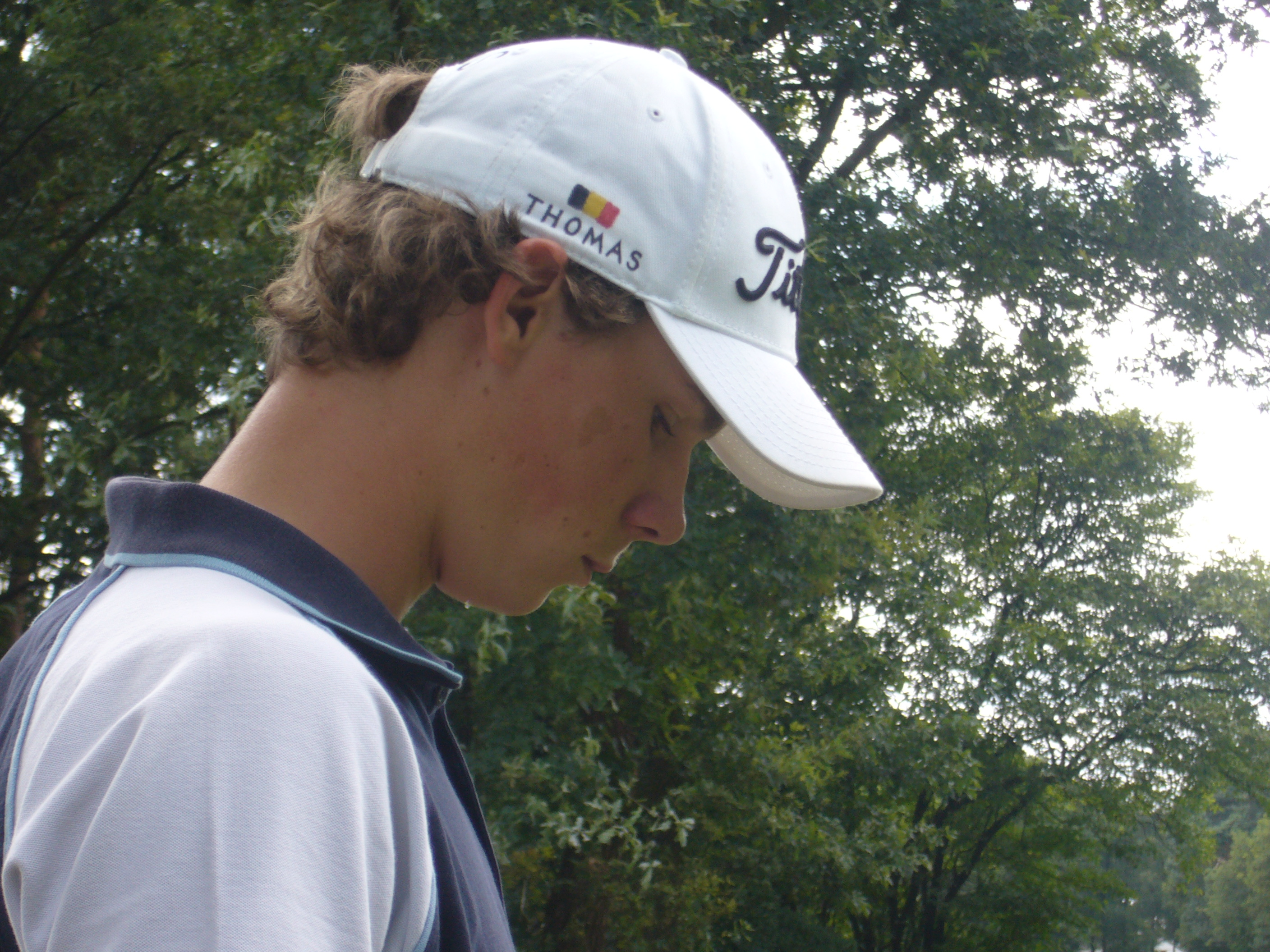
Thomas Pieters
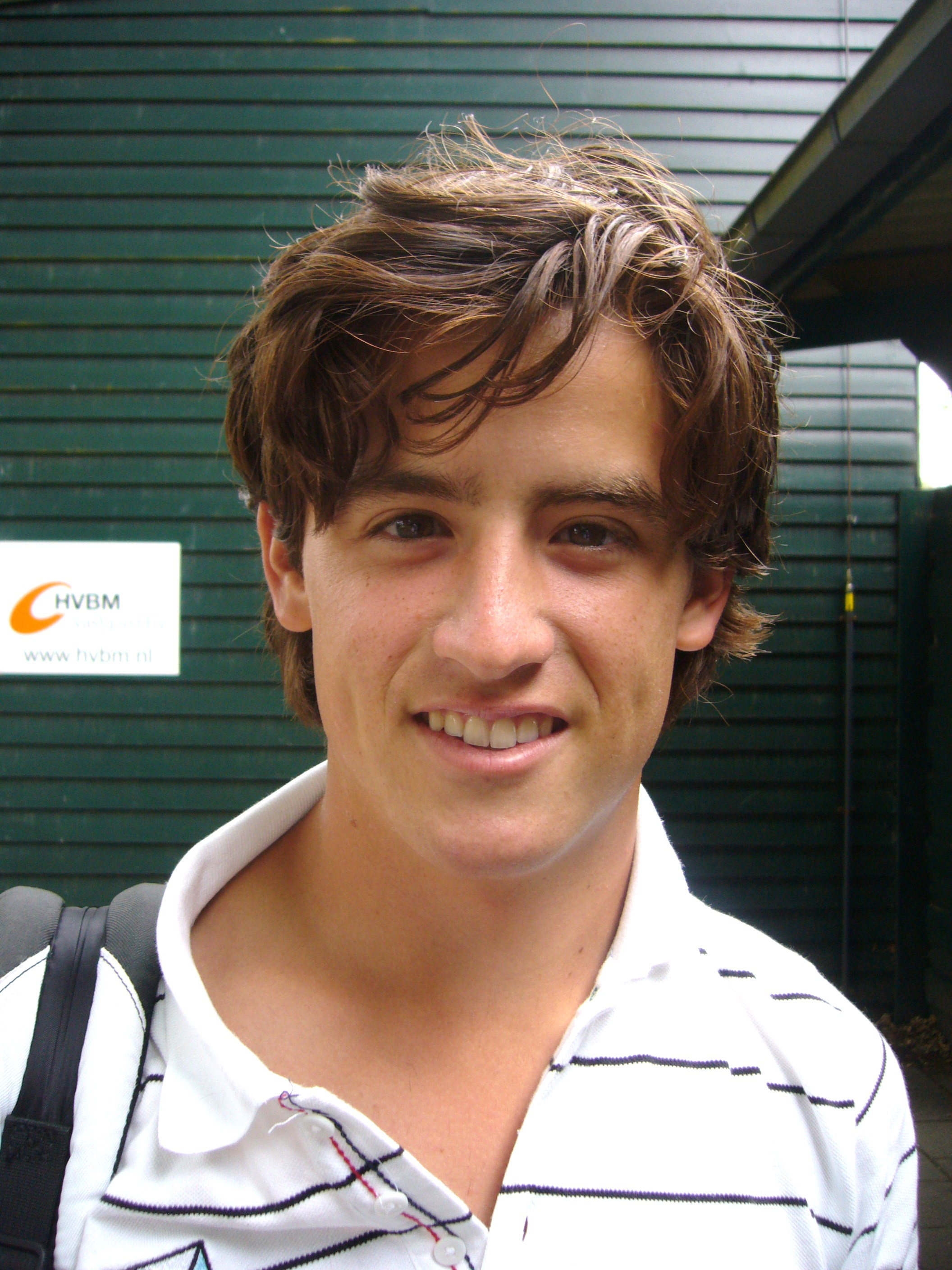
Darius van Driel
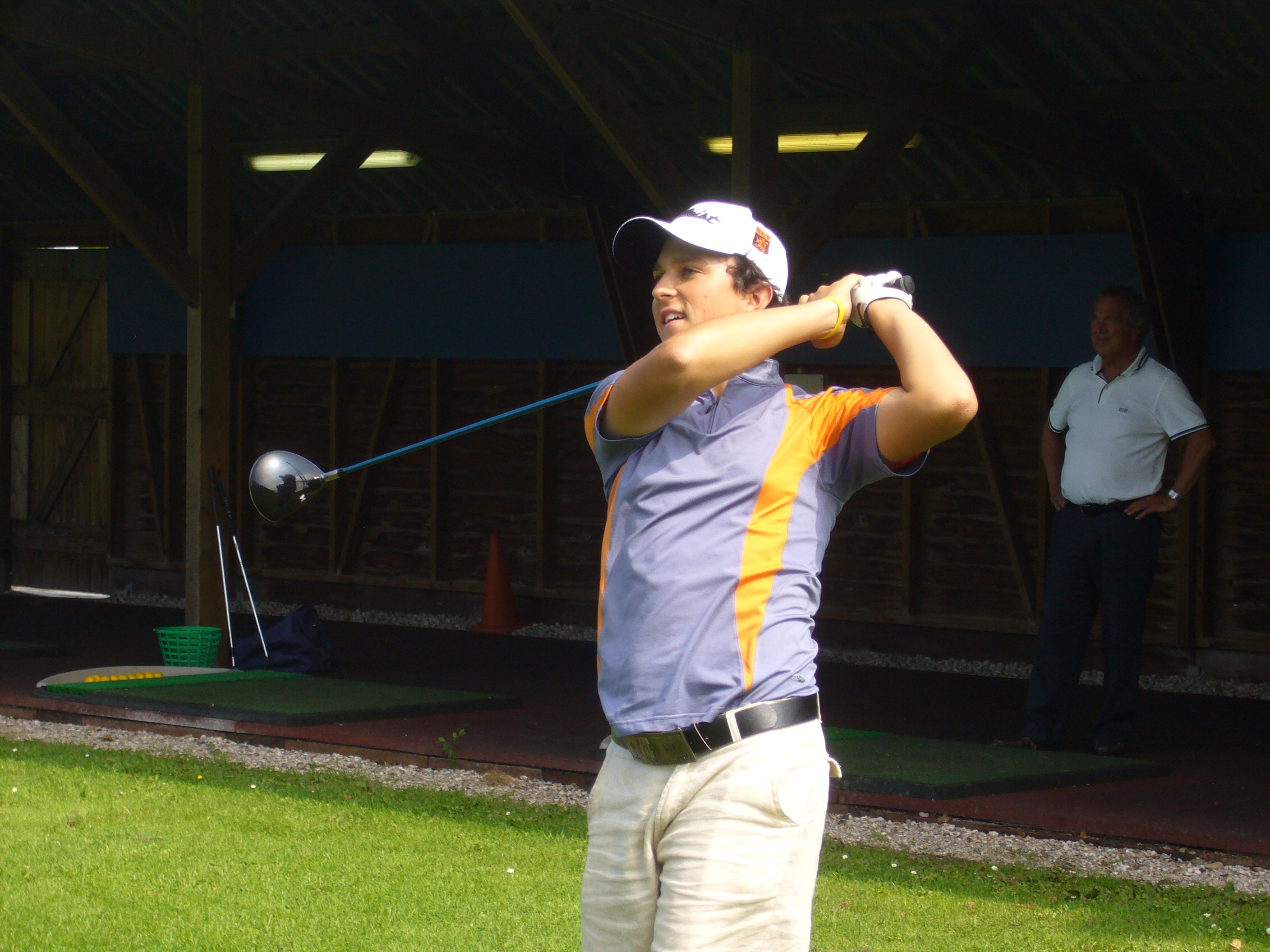
Dylan Boshart

2010Er deden 26 Nederlandse en 16 Belgische jongens mee. Michael Kraaij en Thomas Pieters eindigden op de gedeelde 3de plaats met een score van -1. Winnaar Francesco Laporta maakte -7 en mag in september op de KLM Open spelen. 
Bij de meisjes deden 16 Nederlandse en 6 Belgische speelsters mee. Ileen Domela Nieuwenhuis eindigde met -1 op een gedeeld 2de plaats achter de Thaise Thidapa Suwannapura, die -8 scoorde. Zij mag volgend jaar het Dutch Ladies Open op Broekpolder spelen. Beste Belgische speelster was Alicia Good die met +8 op een gedeeld 7de plaats eindigde.
2011
De deelnemerslijst omvat 83 jongens en 49 meisjes. Het niveau is hoog, 48 jongens en 14 meisjes hebben een handicap tussen de +0.1 en +4.0. Drie voormalige winnaars doen mee: Thomas Detry, Michael Kraaij en Francesco Laporta. Na de eerste dag stond Paul Lockwood met -4 aan de leiding. Bij de meisjes deelden Lauren Taylor (winnares Brits Amateur) en Leticia Ras-Anderica de eerste plaats na een ronde par. De tweede ronde werd een probleem, het regende de hele dag en er stond 's ochtends windkracht 6 met harde vlagen. Om half vier werd de ronde afgebroken, er stond te veel water op de fairways en in de bunkers. Robbie van West staat na twee rondes gelijk aan de baan en een slag achter de leider Paul Lockwood. Thomas Pieters, die ronde 1 in 69 slagen deed, maakte vandaag 81. Lauren Taylor maakte in ronde 2 een score van 74. Ariane Provot was het enige meisje dat onder par binnenkwam maar zij maakte in ronde 1 een score van 77.
 Ronde 3: Thomas Pieters heeft na zijn ellendige tweede ronde even laten zien dat hij een goede speler is. Hij heeft een ronde van 64 gemaakt met zes birdies en een eagle, gelijk aan het baanrecord. Met met -2 ging hij naar de 2de plaats. Robin Kind werd 3de plaats met Valerio Pelliccia. Lauren Taylor bleef -1 bij de meisjes aan de leiding, en had vijf slagen voorsprong op nummer 2.
Ronde 4: Na de cut deden nog 45 jongens en 26 meisjes mee. Bij de jongens eindigde het toernooi in een play-off tussen Robin Kind en Thomas Pieters. Op de tweede hole won Robin met een birdie en kreeg een wildcard voor het KLM Open. Bij de meisjes ging de overwinning naar Lauren Taylor, ze kreeg een wildcard voor het Deloitte Ladies Open op Golfclub Broekpolder in 2012.
2012Bij de meisjes ging Lauren Taylor meteen met een score van 72 aan de leiding. Zij won voor de tweede keer dit toernooi. Bij de jongens ging Lars van Meijel aan de leiding met -2. Hij speelde een goed toernooi maar verloor uiteindelijk de play-off van Joe Dean.
2013zie uitgebreid verslag 2013